# Instituto universitario
Un Instituto universitario es una institución académica de enseñanza superior. 
En España se definen en el artículo 10.1 de la Ley Orgánica 1/1983, de 25 de
agosto, de Reforma Universitaria como «Centros fundamentalmente dedicados a la investigación científica y técnica o a la creación artística, pudiendo realizar actividades docentes referidas a enseñanzaS especializadas o cursos de doctorado y proporcionar el asesoramiento técnico en el ámbito de su competencia. Podrán tener carácter interuniversitario cuando sus actividades de investigación o enseñanza lo aconsejen, mediante Convenios especiales, si así lo determinan los Estatutos.»
En Argentina el sistema universitario nacional está integrado por universidades e institutos universitarios. La Ley de Educación Superior 24.521 (LES) define a las universidades como aquellas instituciones que desarrollan su actividad en diversas áreas disciplinarias no afines, orgánicamente estructuradas en facultades, departamentos o unidades académicas equivalentes, y a los institutos universitarios como aquellas que circunscriben su oferta académica a una sola área disciplinaria.